# نبرد غزنی (۹۹۸)
نبرد غزنی در سال ۹۹۸ میلادی بین نیروهای امیر اسماعیل غزنوی و برادرش سلطان محمود غزنوی بود. امیر سبکتگین پدر اسماعیل و محمود وقتی در بستر مرگ بود، فرزندش اسماعیل را به عنوان جانشین خود تعیین کرده بود. این در حالی بود که محمود، برادر بزرگتر اسماعیل سپهسالار خراسان بوده و آن وقت در نیشاپور اقامت داشت. محمود با دریافت این خبر، حکومت نیشابور را به عمویش برغوز و برادر کوچکترش نورالدین یوسف واگذار کرد و خود به سوی غزنین لشکر کشید. نبرد در نزدیکی غزنی واقع شد و سپاه اسماعیل از تعداد زیادی از فیل‌های جنگی در اختیار داشت. این نبرد به درازا کشید و معلوم نبود می پیروز خواهد شد. اما محمود در فرصتی مناسب با هدف قرار دادن مرکز لشکر اسماعیل، قوای وی را از هم پاشید، خودش را اسیر کرد و اعلان سلطنت نمود.